# Johann Adam Behr
Johann Adam Behr (* etwa 28. Juni 1724 in Forchheim; † 5. November 1805) war ein deutscher römisch-katholischer Geistlicher und Bischof.
Behr wurde am 14. April 1749 zum Priester für das Bistum Bamberg geweiht.
Papst Pius VI. ernannte ihn am 28. September 1778 zum Titularbischof von Hermeria und Weihbischof in Bamberg. Der Fürstbischof von Bamberg, Adam Friedrich von Seinsheim, spendete ihm am 28. Oktober 1778 unter Assistenz von Daniel Johann Anton von Gebsattel, Weihbischof in Würzburg, die Bischofsweihe.